# Melanoplex bucculentus
Melanoplex bucculentus är en stekelart som först beskrevs av Holmgren 1860.  Melanoplex bucculentus ingår i släktet Melanoplex och familjen brokparasitsteklar. Arten är reproducerande i Sverige. Inga underarter finns listade i Catalogue of Life.